# Kate Axford
Kate Axford (* 31. März 1999 in Bedford) ist eine britische Leichtathletin, die sich auf den Langstreckenlauf spezialisiert hat und insbesondere im Crosslauf erfolgreich ist.

## Sportliche Laufbahn
Erste internationale Erfahrungen sammelte Kate Axford bei den Crosslauf-Europameisterschaften 2024 in Antalya, bei denen sie in 26:20 min den zehnten Platz im Einzelrennen belegte und in der Teamwertung die Silbermedaille hinter dem italienischen Team gewann.

## Persönliche Bestleistungen
- 1500 Meter: 4:08,13 min, 10. August 2024 in Bury
- 3000 Meter: 9:06,02 min, 21. Mai 2023 in Loughborough
  - 3000 Meter (Halle): 9:08,03 min, 18. Februar 2024 in Birmingham
- 5000 Meter: 15:19,40 min, 29. Juni 2024 in Manchester